# نیکاسیو سیلوریو
نیکاسیو سیلوریو (به انگلیسی: Nicasio Silverio) (زادهٔ ۲۷ دسامبر ۱۹۳۰) شناگر اهل کوبا است.